# Sankt Nikolai undergörarens kapell, Jazvisjtje
Sankt Nikolai undergörarens kapell, eller Sankt Nikolaus undergörarens kapell, (ryska: Часовня Николая Чудотворца; translitteration: Chasovnja Nikolaja Chudotvortsa) är ett litet ryskt-ortodoxt kapell beläget i byn Jazvisjtje i distriktet Volokolamsk, i Moskva oblast i västra Ryssland.
Kapellet är helgat åt Sankt Nikolaus av Myra och tillhör Moskvas stift.

## Historik
Sankt Nikolai undergörarens kapell i Jazvisjtje byggdes år 1990, som ersatte ett tidigare kapell gjort av trä som också var från 1900-talet.

## Kapellet
Kapellet är gjort av tegel.